# Kooperation
En kooperation eller andelsverksamhet och ett kooperativ är en form av ekonomisk samverkan, där samverkande medlemmar både äger och driver den verksamhet de har behov av. Den verksamhet man bedriver i ett kooperativ ska ge medlemmarna största möjliga nytta, till exempel ekonomisk sådan. Även samhällsnytta och allmänintresse är viktiga mål och begrepp för kooperativ.
Kooperation kombinerar demokrati med affärsutveckling och socialt ansvarstagande. Det unika med den kooperativa organisationsformen är att varje medlem, precis som i en vanlig förening, har en röst oavsett satsat kapital, och att kooperativet är öppet för alla. Ett kooperativs främsta drivkraft är medlemsnytta, det vill säga att tillgodose medlemmarnas ekonomiska, sociala eller kulturella behov, och där vinst ses som medel och inte som mål.

## Historia

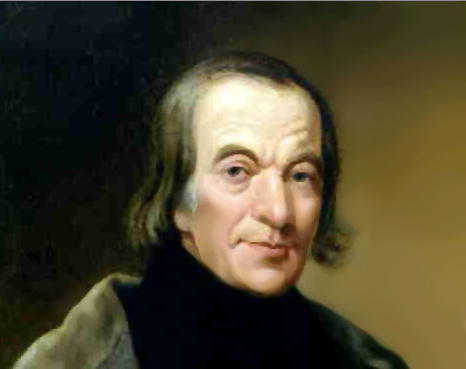
Robert Owen (1771–1858), en av föregångarna för de kooperativa idéerna i Storbritannien.

Kooperation har uppkommit på flera olika platser, men ett av de mer kända startade i Rochdale år 1844. Då bildade 28 vävare en förening där man satsade en pund var, för att sätta upp en livsmedelsbutik där medlemmarna skulle köpa varor. Efter ett år hade medlemsantalet växt till 74 personer och gett ett överskott på 22 pund. Från början slogs fast att ingen medlem skulle ha mer än en röst, även om han eller hon hade mycket pengar innestående i föreningen.
Även i Sverige startade organisationer med kooperativa organisationsformer mycket tidigt, med exempel som Länsförsäkringar, grundat 1801. Även de tidiga svenska sparbankerna, som startades under 1820-talet, fungerade i viss mån enligt kooperativa principer. Under mitten av 1800-talet startade ytterligare kooperativ i Sverige, främst producentkooperativ för mjölk, spannmål mm, på landsbygden. Under 1850-talet startade, med inspiration från England, de första svenska kooperativa livsmedelsbutikerna. 
Också i Danmark växte kooperationen starkt under mitten av 1800-talet, genom den så kallade andelsrörelsen.

## Kooperation i nutid
Efter 1980-talet har kooperationsformen gått två olika utvecklingar till mötes. Dels har en försvagning skett, där de stora konsumentkooperativa förbunden i flera länder har problem med lönsamhet. Dels har ett uppsving skett, med exempel på en stor mängd nystartade mindre kooperativ inom exempelvis bankväsende (Ekobanken, JAK Medlemsbank), daghem (föräldrakooperativ), energiproduktion, kaféer, ekologiska butiker och klädproduktion. 2011 blev ett rekordår för nystartade kooperativa företag i Sverige. Tillväxtverket har sedan några år fokuserat särskilt på att främja kooperativt företagande, bland annat genom att organisationen Coompanion och priset Årets kooperativ.

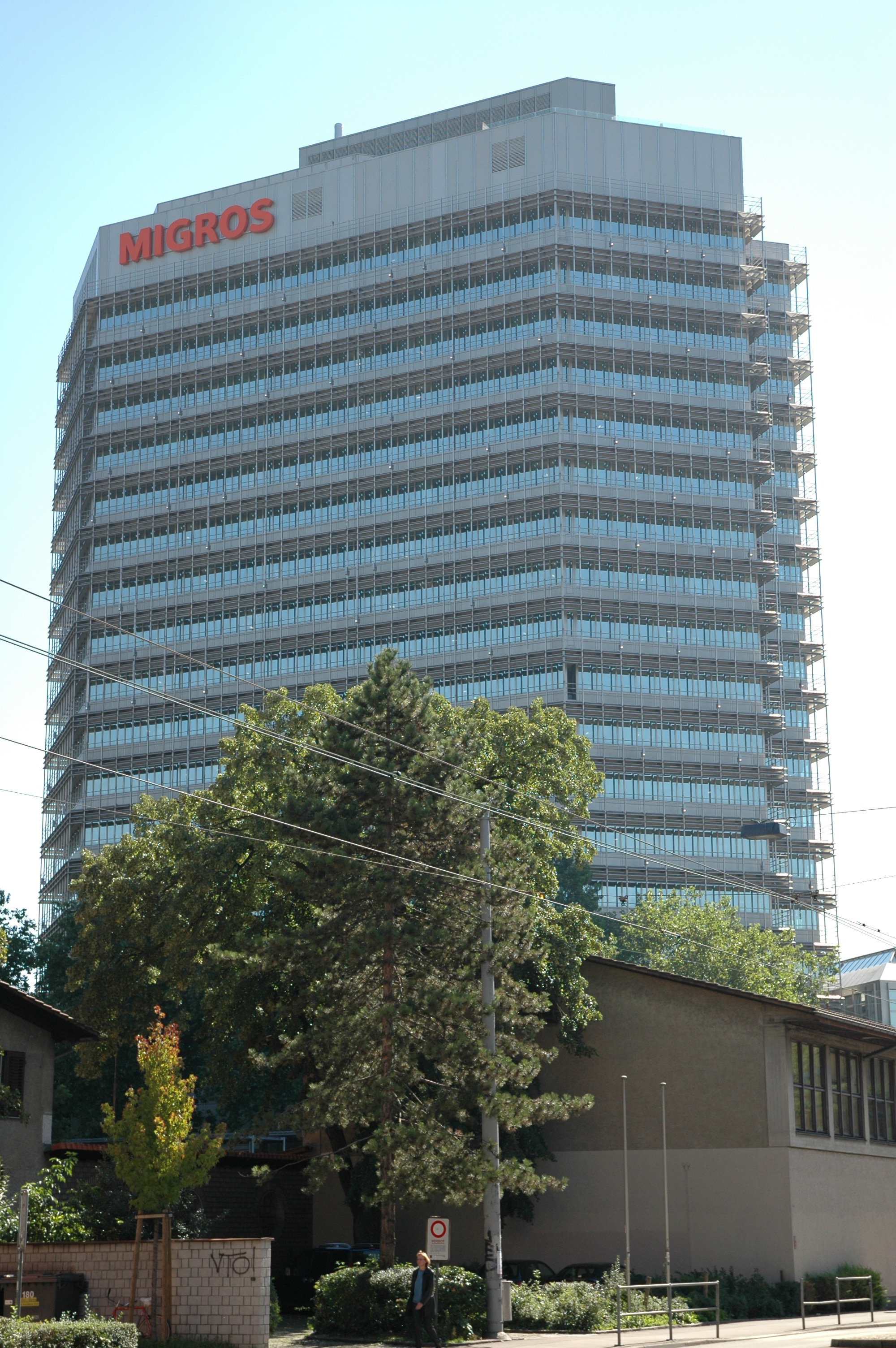
Huvudkontoret för Migros, Schweiz största konsumentkooperation, i Zürich.

## Kooperativa värderingar
De kooperativa värderingarna är – förutom deltagande och ömsesidighet – självhjälp, personligt ansvar, demokrati, jämlikhet, rättvisa, solidaritet, hederlighet, öppenhet, socialt ansvar och omsorg om andra.
För att skapa gemensamma värderingar inom medlemsgruppen, vilket ökar förtroendet inom kooperationen, vilket sänker transaktionskostnaderna, litar många kooperativ till en ideologisk plattform, oftast kallad ”kooperativa principer”. Dessa har inget att göra med om en verksamhet är kooperativ eller inte, men används ofta vid startandet av nya kooperativ i Sverige. I andra delar av världen har det under det senaste decenniet vuxit fram en ny generation kooperativ, som använder sig av mer lämpade ekonomiska incitament, nämligen begränsat medlemskap, höga investeringsåtaganden för att undvika kollektivt kapital (vilket ofta skapar tjänstemannastyre) och konkreta leveransåtaganden för att skapa framgångsrika företag. 
Kooperationsformen som sådan har ingen koppling till någon politisk ideologi, vilket är en vanlig missuppfattning. Genom historien har dock agrara, socialdemokratiska, gröna, samt i viss mån socialliberala rörelser, intresserat sig för kooperationsformen. Ett av de första politiska partier som aktivt verkade för kooperationstanken var det danska agrarpartiet Venstre, som starkt propagerade för kooperativ ekonomi från 1850-talet och framåt (se Andelsrörelsen i Danmark). I Storbritannien finns till och med ett politiskt parti, Co-operative party, som vill ta tillvara och verka för de kooperativa principerna. Partiet har genom valsamverkan med Labour 32 platser i det brittiska underhuset. I Schweiz, där det partipolitiska livet är svagt på grund av den schweiziska direktdemokratin, finns en mycket utbredd kooperativ rörelse utan kopplingar till något politiskt parti.

## De sju kooperativa principerna
Oavsett vilken inriktning man har på verksamheten så finns det sju principer eller grundvärderingar som gäller som riktlinjer för kooperationen och kooperativ för att omsätta sina värderingar i handlingar. Principerna är antagna av Internationella kooperativa alliansen (IKA):
1. Frivilligt och öppet medlemskap  utan diskriminering avseende kön, social ställning, etnicitet, sexuell läggning, politisk eller religiös övertygelse etc.
2. Demokratisk medlemskontroll – Medlemmarna styr verksamheten och deltar aktivt i fastställande av mål och riktlinjer och i beslutsfattande. Förtroendevalda män och kvinnor är ansvariga inför medlemmarna. Medlemmarna i primärkooperativ har lika rösträtt (en medlem, en röst).
3. Medlemmarnas ekonomiska deltagande – Medlemmarna bidrar på ett rättvist sätt till den kooperativa föreningens kapital och utövar kontroll över det i demokratisk ordning. En del av detta kapital är den kooperativa föreningens gemensamma egendom. Räntan på insatskapitalet är begränsad, om ränta över huvud taget utgår.
4. Självständighet och oberoende – Kooperativa föreningar är fristående och styrs av medlemmarna. Om de ingår avtal med andra organisationer, inklusive regeringar, eller skaffar externt kapital sker detta på villkor som säkerställer demokratisk medlemskontroll och som vidmakthåller den kooperativa självständigheten.
5. Utbildning, praktik och information – Kooperativa föreningar erbjuder utbildning och praktik till sina medlemmar och anställda så att de effektivt kan bidra till utvecklingen av föreningarna. De informerar allmänheten – särskilt unga opinionsbildare – om den kooperativa föreningens särart och fördelar.
6. Samarbete mellan kooperativa föreningar – Kooperativa föreningar tjänar sina medlemmar mest effektivt och stärker den kooperativa rörelsen genom att samarbeta på lokal, nationell samt regional och internationell nivå.
7. Samhällshänsyn – Kooperativa föreningar arbetar för en hållbar utveckling av sina lokalsamhällen enligt de riktlinjer som godtagits av medlemmarna.

## Organisationsformer

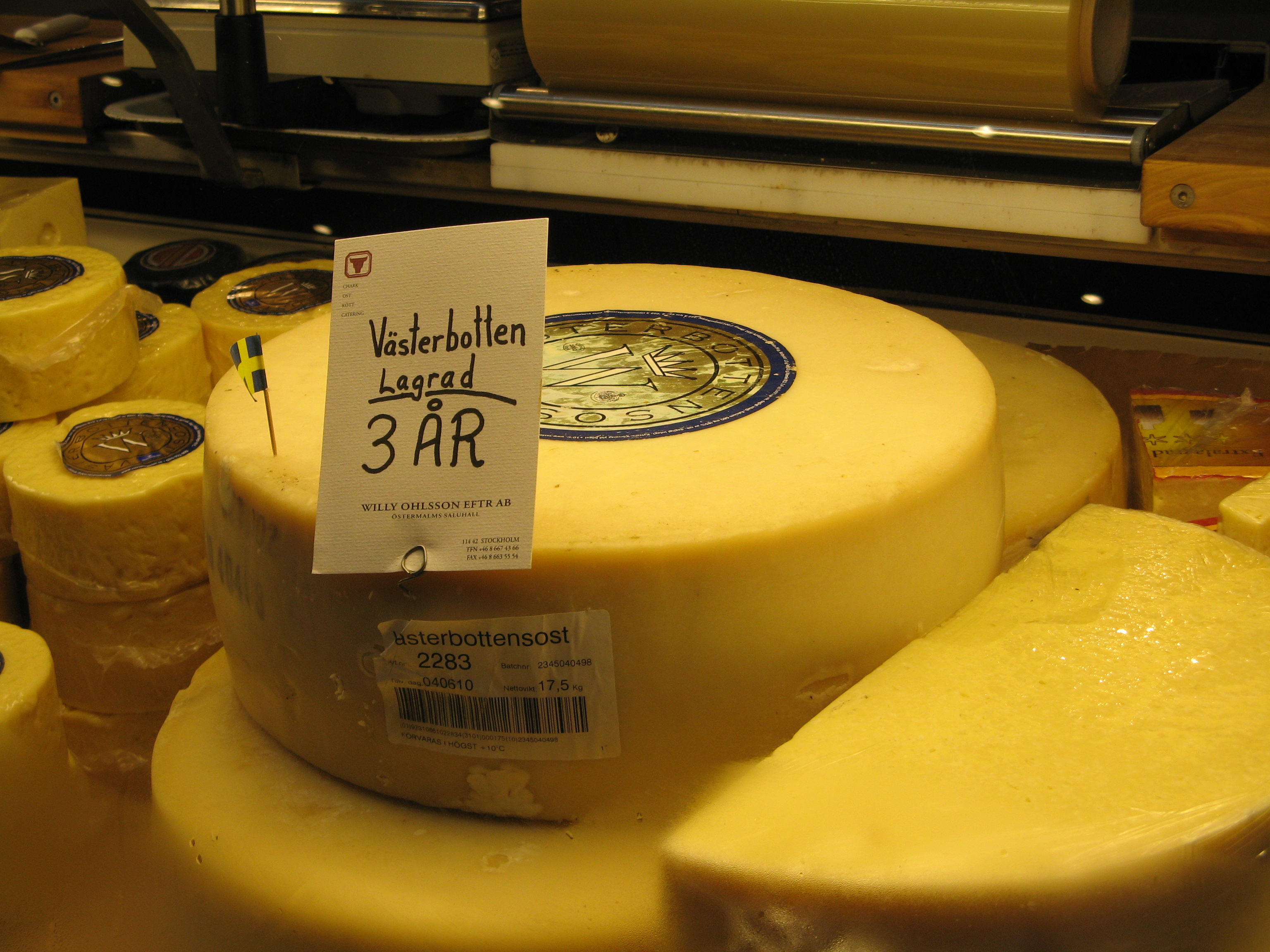
Västerbottensost är ett exempel på en kooperativt producerad produkt.

Det finns kooperativ som samlar producenter, företrädesvis inom lantbrukssektorn, liksom det finns kooperativ som samlar konsumenter, exempelvis Coop i Sverige. Det finns också exempel på kooperativ som fungerar både som konsumentföreträdare och producent. För samtliga kooperativ är grunden att medlemmarna tillsammans kan skapa bättre handelsvillkor än vad de kan ensamma. En medlem i ett kooperativ är alltså samtidigt ägare och leverantör eller kund, och bör handla med kooperativet (i många länder har medlemmar i producentkooperativ skyldighet att uppfylla leverantörsåtaganden, vilket inte är tillåtet enligt svensk lagstiftning). Medlemmen skall också utöva sin ägarroll, det vill säga övervaka att kooperativet sköts på bästa sätt.
När man vill förstå vad som är speciellt med det kooperativa företaget försöker man ibland jämföra det med aktiebolaget. Det kan man egentligen inte göra, eftersom kooperation är ett sätt att organisera ekonomiska verksamheter och inte en associationsform, det vill säga den juridiska ram (i form av lagar och regler) inom vilken olika företag kan organiseras. 
Ett kooperativ kan bedrivas i vilken associationsform som helst, men svensk skattelagstiftning har gjort att de flesta kooperativ i Sverige är ekonomiska föreningar. Den ekonomiska föreningen förutsätter att delägarna aktivt tar del i företagets verksamhet. Alla medlemmar har oftast en röst och en insats/andel var. Också vinstutdelning är oberoende av antalet insatser och görs istället i förhållande till den omfattning i vilken medlemmarna deltar i verksamheten. I strikt ekonomisk-juridisk mening sker inte vinstutdelning i ekonomiska föreningar utan pengar som delas ut till medlemmar i slutet av året är antingen så kallad återbäring eller extra lön. 
Aktiebolaget är i grunden en kapitalassociation, som ska ge delägarna största möjliga avkastning på insatt kapital, medan den ekonomiska föreningen är en personassociation som bara kan ge avkastning till den som aktivt bidrar till verksamheten.
En ekonomisk förening är en juridisk person och medlemmarna kan inte föras personligt ansvariga för att täcka eventuellt underskott i föreningen med sina privata tillgångar, så vitt de följt svenska lagar och förordningar. Den ekonomiska föreningen har samma krav på skatter och redovisning som aktiebolaget och kräver samma baskunskaper om hur man driver ett företag som aktiebolaget.

### Producentkooperativ

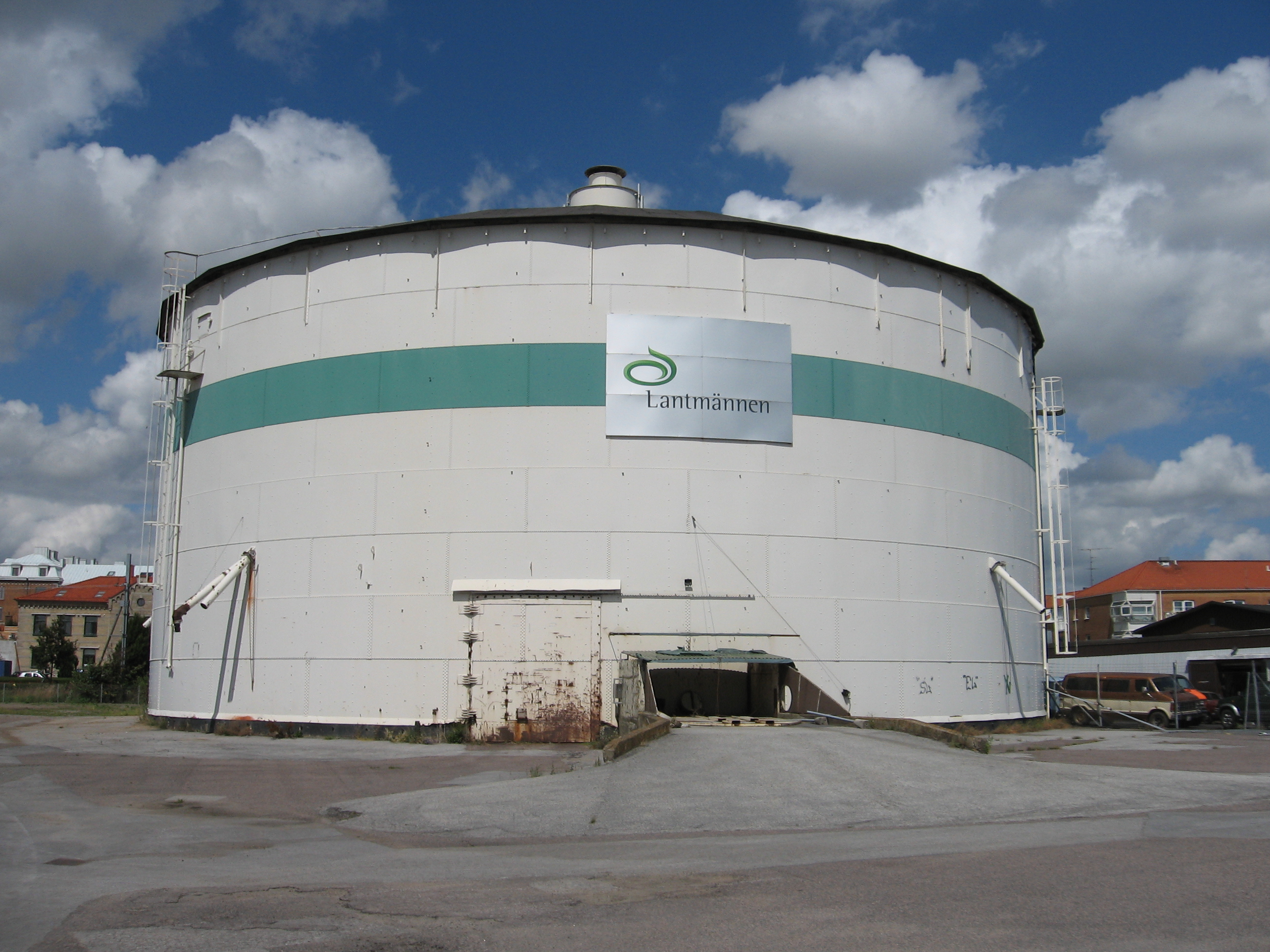
Lantmännens silo för råsocker i Ystads hamn.

Några av de allra tidigaste kooperativen var producentkooperativ. De första startade under 1820-, 1830-, 1840- och 1850-talen i bland annat England, Danmark och Sverige. Ofta var det lantbrukare som gick samman för att kunna finansiera byggandet av till exempel ett mejeri eller för att kunna förbättra sina förhandlingspositioner i förhållande till livsmedelsgrossister. Arla, Kungsörnen, Lantmännen, Milko, Norrmejerier, Saltå Kvarn och Skånemejerier är några av de mest kända exemplen på producentkooperativ i Sverige. I vinproducerande länder är det vanligt att vin produceras av vinkooperativ. Även bryggerier, slakterier och bagerier förekommer i producentkooperativ form.

### Konsumentkooperativ

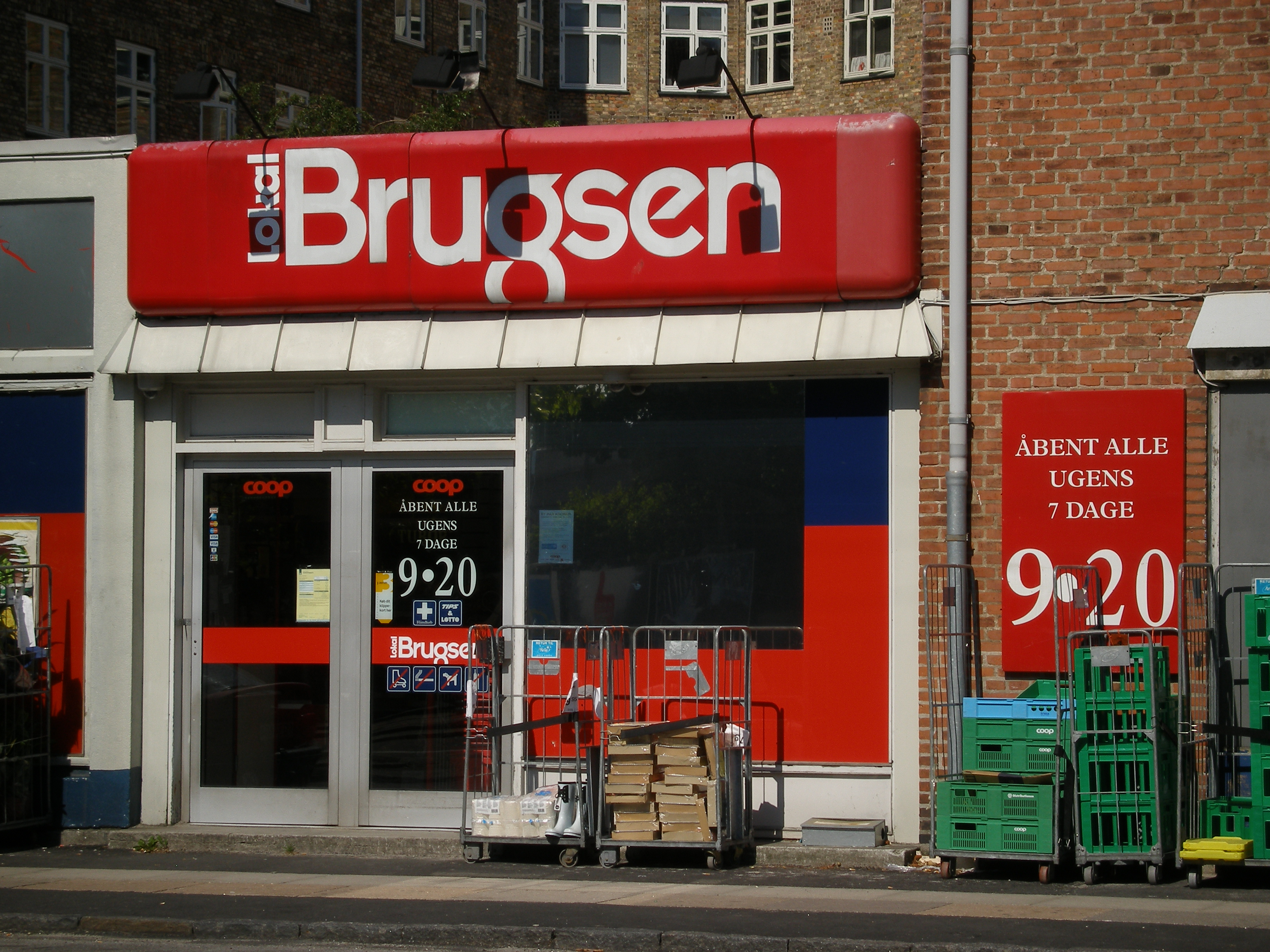
Lokalbrugsen i Valby, Köpenhamn. Namnet kommer av brugerforening (konsumentförening).

De första konsumentkooperativen startades på 1840-talet i England. Idén var att konsumenterna skulle få bättre kontroll över prissättningen, och mer kunskap om vinstmarginalerna på livsmedel och andra viktiga varor, och därmed kunna pressa priserna. Kooperativa förbundet är en form av konsumentkooperativ. Se särskild artikel: konsumentkooperativ. Senare har även andra mål än lägre priser tillkommit för konsumentkooperationen, med exempel som hållbar utveckling och rättvis handel.

### Ömsesidiga kooperativ
Vissa kooperativ är både konsumentföreträdare och producenter av varor. Länsförsäkringar kan ses som ett kombinerat konsument- och producentkooperativ, där kooperativet både representerar konsumenten och producerar varan (försäkringar). Länsförsäkringar grundades 1801 och är troligen det äldsta kooperativa företaget i världen. Föräldrakooperativa daghem är ett annat exempel på ömsesidiga kooperativ.

### Arbets - eller personalkooperativ
Arbetskooperativ innebär att de anställda tillsammans äger och är anställda av det företag de själva arbetar i. De kallas därför även medarbetarägda företag. I de fall de uppstått som en avknoppning från offentlig sektor kallas de även personalkooperativ. För att få varaktigt arbeta inom kooperativet är det ofta obligatoriskt att bli medlem, och samtidigt är just varaktig anställning grund för medlemskap. Den vanligaste formen av arbetskooperativ i Sverige har tidigare varit förskolor och grundskolor. Numera har bilden differentierats avsevärt, och arbetskooperativ förekommer inom många fler sektorer än tidigare. Det är nu vanligt inom kulturella och kreativa näringar där man startar teater- och musikgrupper, arkitektbyråer och konsultföretag. Typiskt är att humankapitalet, dvs delägarnas kunskaper och färdigheter, är den viktigaste resursen och att det är lönsamt att samverka.

### Sociala arbetskooperativ
En särskild grupp av kooperativ finns bland de arbetsintegrerande sociala företagen. Det är företag vars verksamhet och mål handlar om att skapa samhällsnytta. Ett arbetsintegrerande socialt företag har som mål att genom arbete och delaktighet integrera människor i samhälle och arbetsliv. De flesta, men inte alla, drivs som kooperativ där de anställda och sysselsatta är medlemmar.
Arbetsintegrerande sociala företag är företag som driver näringsverksamhet (producerar och säljer varor och/eller tjänster) och definieras av Sveriges regering så här:
- Med övergripande ändamål att integrera människor som har stora svårigheter att få och/eller behålla ett arbete, i arbetsliv och samhälle.  Det innebär att företagen försöker skapa nya arbetstillfällen men också att man erbjuder arbetsträning, rehabilitering mm för att de som deltar i verksamheten ska kunna få arbete hos andra arbetsgivare.
- Som skapar delaktighet för medarbetarna genom ägande, avtal eller på annat väl dokumenterat sätt. Det kan innebära att företaget drivs som ett arbetskooperativ men kan också innebära att företagets verksamhet organiseras så att alla kan ta del i beslut om företaget och om sin egen utveckling.
- Som i huvudsak återinvesterar sina vinster i den egna eller liknade verksamheter. Det innebär vanligen att vinster (överskott) används till att anställa fler, utveckla  verksamheten, erbjuda kompetensutveckling eller för att utveckla nya sociala företag.
- Som är organisatoriskt fristående från offentlig verksamhet. Det innebär att företaget inte har ägare som är kommuner eller andra offentligt ägda organisationer.

Det finns inte något särskilt regelverk eller någon särskild företagsform för arbetsintegrerande sociala företag. Regeringen fattade dock beslut om en handlingsplan för arbetsintegrerande sociala företag den 22 april 2010, där man hänvisade till definitionen ovan.

### Bostadskooperativ

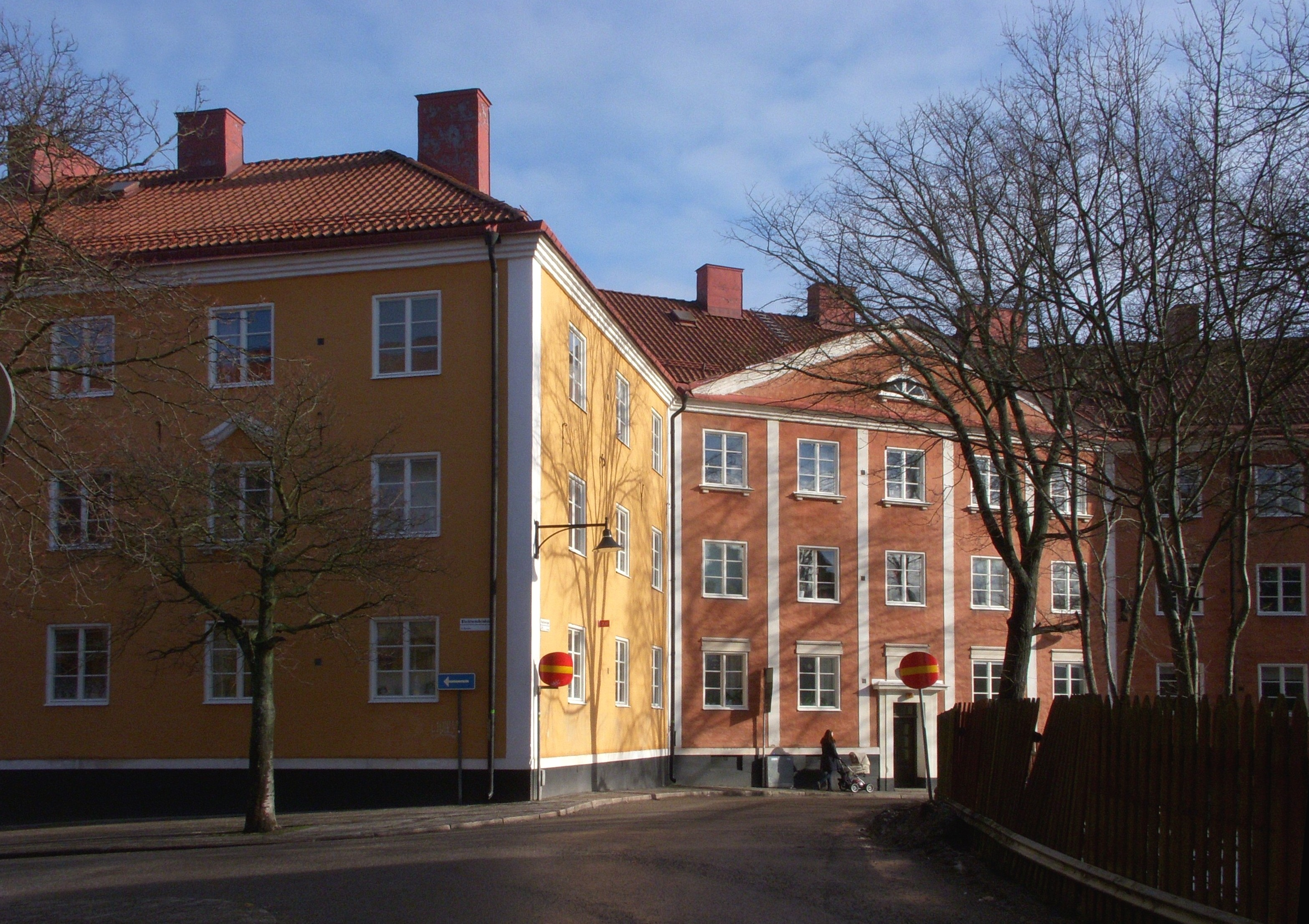
Några av SKB:s bostäder i Blecktornsområdet, Stockholm.

Bostadskooperativ uppkom först i Frankrike och Storbritannien. Mönstret för de svenska föreningarna hämtades dock från den 1865 bildade Arbejdernes Byggeforening, som till en början hade en filantropisk karaktär och avsåg att hjälpa arbetarbefolkningen att få sunda och billiga bostäder. När 1870- och 1880-talens bostadskriser upphörde dock inte bildandet av liknande föreningar, och senare bildades bostadsföreningar på rent kooperativa principer. Den första föreningen av detta slag var bostadsföreningen Framtiden i Enskede, bildad 1912. 1915 bildades på kommunalt initiativ Stockholms Kooperativa Bostadsförening. 1923 bildades HSB, som i likhet med Stockholms Kooperativa Bostadsförening även hade ett socialt mål med sin verksamhet.
Den mest tydliga formen av bostadskooperation i Sverige är Stockholms Kooperativa Bostadsförening, som är ett rent bostadsinriktat kooperativt företag. Även bostadsrättsföreningar kan ses som en form av bostadskooperativ, det vill säga medlemsföreningar som ej främst syftar till vinst, utan istället till att erbjuda sina medlemmar boende. Bostadsrättsföreningarna i Danmark och Norge kallas ”andelsbolig” (andelsboende). Vissa kollektivhus är att betrakta som kooperativ, men det beror på om huset är boendeägt eller kommunalt ägt. Kollektivt boende är i första hand en boendeform och ej en egentlig form av kooperation.

### Energikooperativ
Energikooperativ innebär att ett antal enskilda personer går samman för att finansiera någon form av kraftverk, exempelvis ett vindkraftverk, ett mindre vattenkraftverk eller en solenergianläggning. Medlemmarna i energikooperativet köper sedan energi till produktionspris från kraftverket. En vanlig form av energikooperativ är vindkraftkooperativ. Energikooperativ kan ses som den äldsta formen av kooperativ, eftersom kvarnar i äldre tid ägdes gemensamt av till exempel en socken. Energikooperativ är särskilt vanliga i Danmark, Tyskland och Nederländerna.

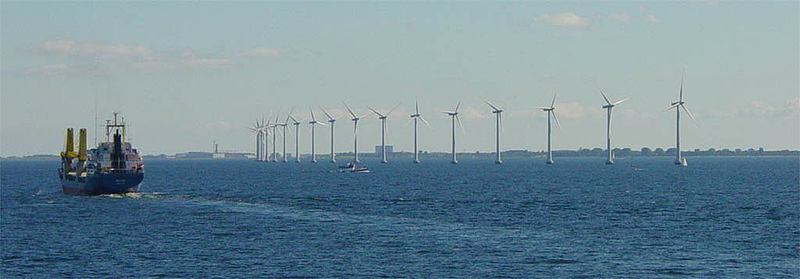
Kooperativt ägd vindkraft vid danska Middelgrunden i Öresund: Middelgrundens Vindmøllelaug äger 50 % av anläggningen. Över 85 % av vindkraften i Danmark ägs av vindkraftkooperativ.

### Kooperativa banker

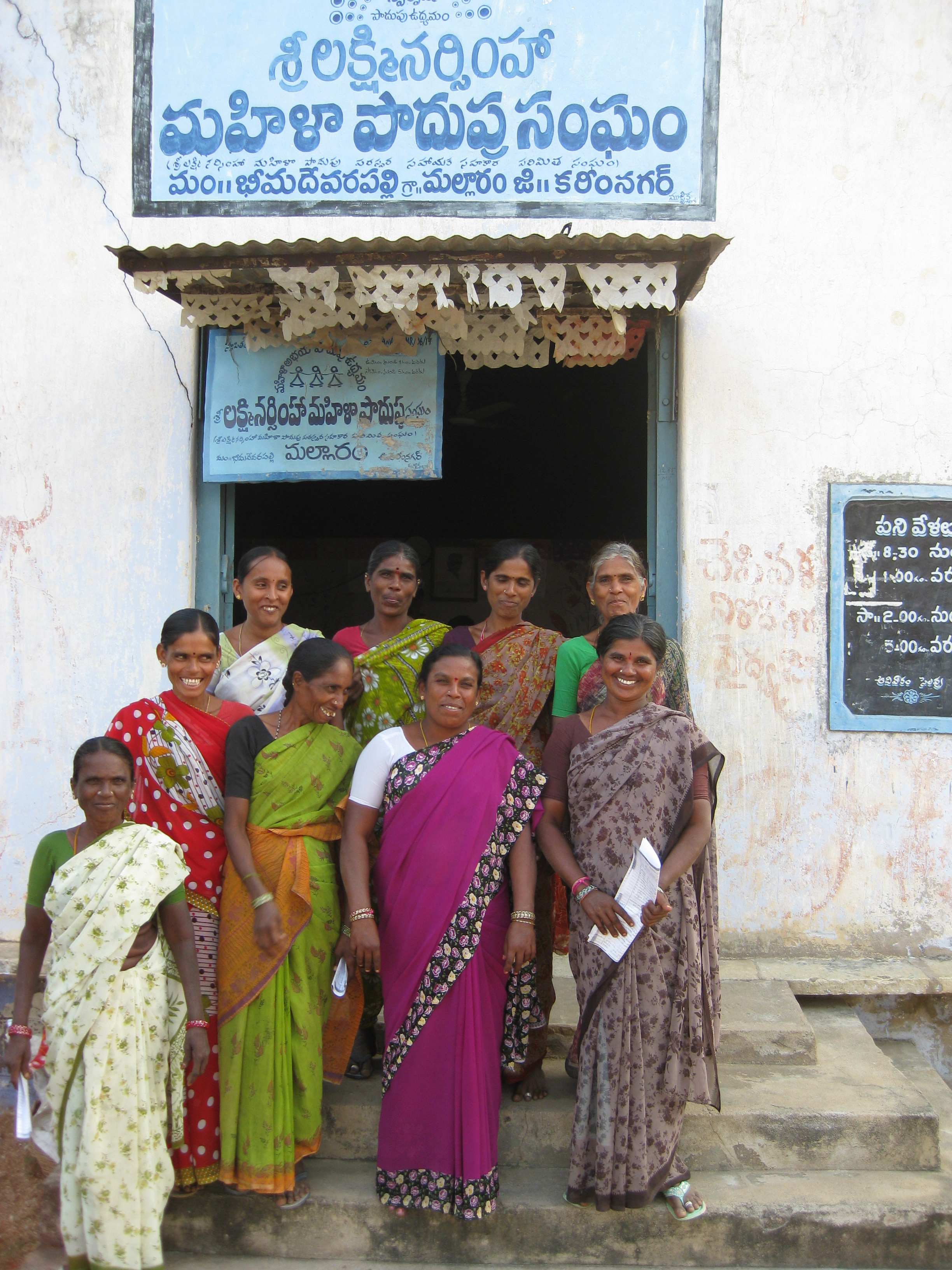
Styrelsen för bankkooperativet Mulukanoor Women’s Thrift Cooperative utanför ingången till bankkontoret i Karimnagar, Indien.

Tidiga kooperativa bankidéer kom från tyskarna Franz Hermann Schulze-Delitzsch och Friedrich Wilhelm Raiffeisen, som byggde upp kooperativa banker i Tyskland i mitten av 1800-talet.
JAK Medlemsbank, Ekobanken, Landshypotek och Länsförsäkringar Bank är de fyra kooperativa bankerna i Sverige. JAK Medlemsbank finns även i Danmark, där banken också grundades på 1930-talet. En av Finlands större banker är kooperativa Andelsbanken/OP-Pohjola och i Åland finns Andelsbanken för Åland; sedan 2011 finns även JAK Finland.
Stora kooperativa banker på den europeiska kontinenten är franska Crédit Agricole, de båda schweiziska bankerna Migros och Coop Bank, polska SKOK, samt nederländska Rabobank. I England finns The Co-operative Bank med säte i Manchester. En stor kooperativ bank i Asien är sydkoreanska Nonghyup.
| Namn                        | Land           | Antal medlemmar   | Tillgångar 2010 (miljoner USD) | Typ                                        | Alternativt namn                   | Anmärkning                                                                                  |
| --------------------------- | -------------- | ----------------- | ------------------------------ | ------------------------------------------ | ---------------------------------- | ------------------------------------------------------------------------------------------- |
| Crédit Agricole             | Frankrike      |                   |                                | Aktiebolag                                 | CASA                               | Aktiemajoritet ägs av förbund av medlemsbanker                                              |
| DZ Bank                     | Tyskland       |                   |                                |                                            | Deutsche Zentralgenossenschaftbank | Ägs till 75 % av Volksbank och Raiffeisenbank (kooperativa banker) i Tyskland och Österrike |
| Caisse d'Epargne            | Frankrike      |                   |                                | Till hälften kooperativt                   |                                    | Ordagrant ’sparbank’                                                                        |
| Rabobank                    | Nederländerna  | Fler än 1 500 000 |                                | Medlemsbank                                |                                    |                                                                                             |
| Nationwide Building Society | Storbritannien |                   |                                | Kooperativt byggföretag med bankverksamhet |                                    | Världens största byggföretag                                                                |

### Sociala kooperativ
I vissa länder, i synnerhet i Italien, är sociala kooperativ vanliga. Sociala kooperativ är ofta arbetskooperativ för långtidsarbetssökande, omsorgsverksamheter, vårdkooperativ eller behandlingskooperativ, där man har en hög grad av brukarinflytande, och där verksamheten i princip ägs av anställda och användare tillsammans. Fontänhuset är ett exempel på ett socialt kooperativ som förekommer i Sverige. Även det svenska Kooperation utan gränser, kan ses som ett exempel på ett socialt kooperativ. Många de sociala arbetskooperativen i Sverige organiserar sig i Skoopi.